# Вождение куста
Вождение куста (с кустом ходить, куст водить) — приуроченный к Троице (реже ко дню Ивана Купалы) ритуал обходного типа и одноименный персонаж — украшенный зеленью ряженый. 
Обряд распространён в западных районах украинского и белорусского Полесья, местами в Гродненской и Витебской областях; аналогичен другим обходным обрядам весенне-летнего цикла, главным объектом которых выступает человек, одетый в зелёную траву и ветви деревьев (см. Додола, Зелёный Юрий, Русалка).

## Описание
Участницей обряда обычно являются девушка, реже старуха. Девушку вбирают по жребию, либо самую пригожую, либо сироту девочку-подростка. Её всю украшали цветами, травой, ветками так, что даже лица не было видно. В некоторых местах центральную фигуру процессии называли «маладая» (невеста, молодая жена), и в этом случае другие участницы наряжались в белые одежды вместо традиционного зеленого убранства. 
Участницы процессии обходили дома. Подходя к дому, «куст» кланялся хозяевам, а другие участницы просили разрешения петь: «Ці дазволіце спяваті куста?» После получения разрешения исполняли благопожелательные и величальные «кустовые» песни, за что хозяева их одаривали деньгам и продуктами (яйцами, пирогами, салом). При обходе домов «куст» обычно вёл себя пассивно, и не участвовал в пении. Другие участницы процессии сообщали в песнях, что собирают деньги на одежду и обувь для ряженого.
В некоторых случаях хозяева просили участников обряда посетить их поля и огороды. В этом случае к песням присоединялся припев: «Дзе куста вадзілі, там пашанічанька радзіла». Затем девушки возвращались к хозяевам и говорили им: «Дай, Божэ, коб вам такы жыта був урожай, як наш Куст». За это хозяева одаривали девушек.
Закончив обходы участники за пределами села срывали зелень с ряженого, и жгли ё в костре, бросали в воду, забрасывали на дерево. Остатки веток женщины могли забрать домой как лекарственное средство или как оберег от мышей в амбары с зерном.